# Cultura Coțofeni
La cultura Coţofeni (serbi: Kocofeni), també coneguda com a cultura Baden-Coţofeni, és una cultura arqueològica de l'Edat del bronze primerenc (c. 3500 - 2500 aC) de la zona del Danubi mitjà, al sud-est de l'Europa central. Generalment se l'associa amb la cultura Usatove.
El primer informe d'una troballa Coţofeni va ser fet per P. Schuster el 1865 en el jaciment de Râpa Roşie a Sebeş (actual comtat d'Alba, Romania). Alguns dels investigadors més destacats que n'han realitzat estudis des de llavors són C. Gooss, K. Benkő, B. Orbán, G. Téglas, K. Herepey, S. Fenichel, Julius Teutsch, Cezar Bolliac, V. Christescu, Teohari Antonescu, i Cristian Popa.

## Àrea geogràfica

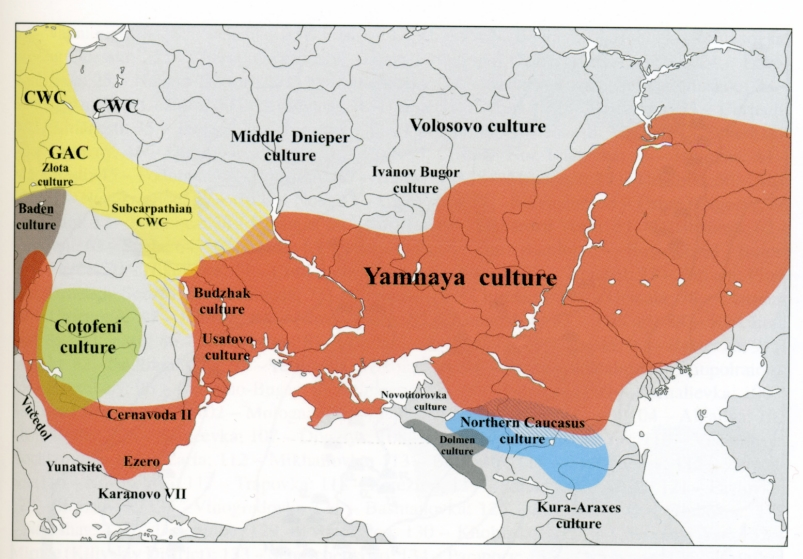
Cultures indoeuropees de l'est d'Europa.

La cultura de Coţofeni es mostra des de dues perspectives: la zona de fluctuació i la seva àrea de màxima d'extensió. Això cobreix l'actual Maramureş, algunes zones de Sătmar, les zones muntanyoses de Crişana, Transsilvània, Banat, Oltènia Muntènia (sense incloure el nord-est) i a través del Danubi cap l'actual Sèrbia oriental i el nord-oest de Bulgària.

## Cronologia

### Cronologia absoluta
Malauradament, la major part de la cronologia de la cultura Coţofeni es basa només en tres mostres recollides en tres jaciments diferents de l'àrea de la cultura Coţofeni. A partir dels resultats de les proves per radiocarboni, aquesta cultura es pot situar entre aproximadament el 3500 i el 2500 aC.

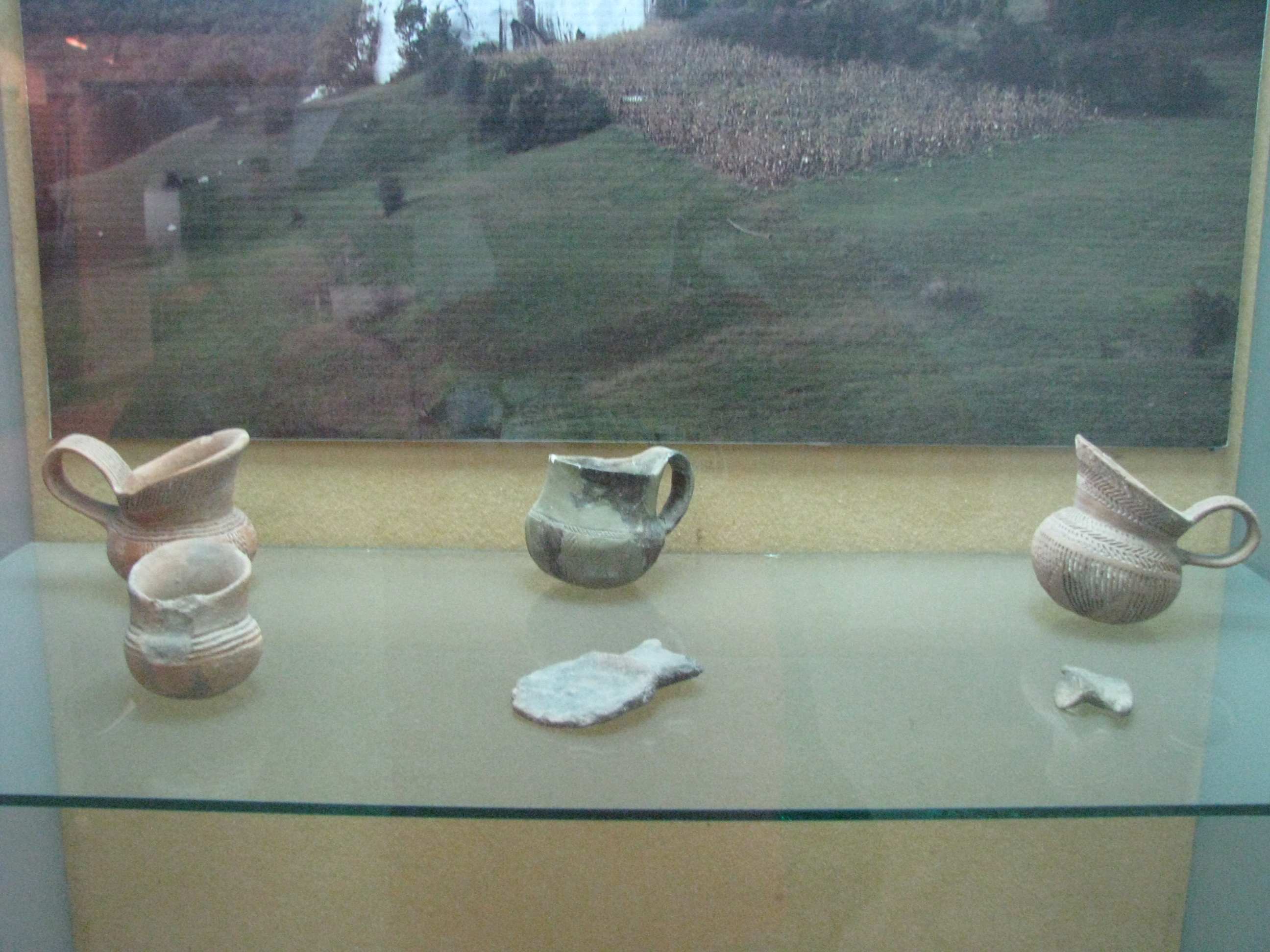
Vaixella Coţofeni al Museu Nacional d'Alba Julia, Romania.

### Cronologia relativa
S'han establert sincronismes culturals a partir de relacions comercials (visibles com a articles importats) així com d'observacions estratigràfiques. Hi ha una sincronicitat evident entre:
Coţofeni I - Cernavoda III - Baden A - Àmfores esfèriques.
Coţofeni II - Baden B-C Kostolac.
Coţofeni III - Kostolac-Vučedol A-B.

## Relacions amb les cultures veïnes contemporànies

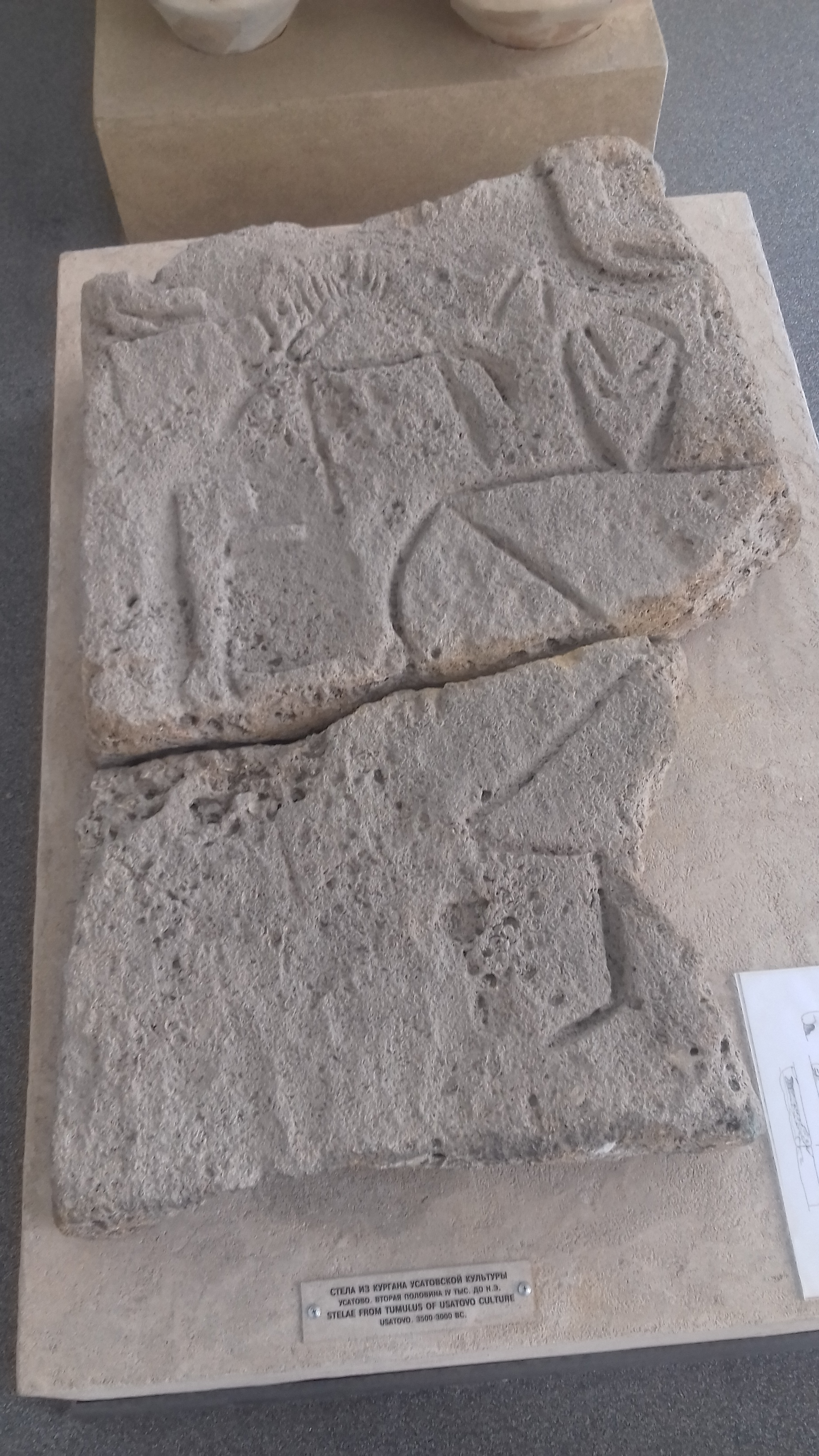
Estela trobada en context de la cultura Coțofeni, Museu Arqueològic d'Odessa.

Durant l'evolució de la cultura Coţofeni, hi va haver clarament relacions amb altres cultures veïnes. La influència entre els Coţofeni i els seus veïns de Baden, Kostolac, Vučedol, la cultura d'àmfores globulars i les poblacions d'enterrament d'ocres va ser recíproca. Les zones limítrofes amb aquestes cultures mostren trets culturals que tenen aspectes barrejats, per exemple les troballes de Coţofeni-Baden i Coţofeni-Kostolac. Aquestes troballes d'aspectes mixts suggereixen una cohabitació entre poblacions relacionades. També dona suport a la idea d'un comerç ben establert entre cultures.